# هنری جونز (هنرپیشه)
هنری جونز (انگلیسی: Henry Jones؛ ۱ اوت ۱۹۱۲ – ۱۷ مهٔ ۱۹۹۹) یک هنرپیشه اهل ایالات متحده آمریکا بود.
از فیلم‌ها یا برنامه‌های تلویزیونی که وی در آن نقش داشته‌است می‌توان به سرگیجه، بوچ کسیدی و ساندنس کید، ۱۰ به یوما، کلاهبرداران، ناپلئون و سمنتا، نه تا پنج، هراس از عنکبوت اشاره کرد.